# شعر بندتنبانی
شعرِ بندِتُنبانی به اشعاری که از نظر انسجام معنایی، قافیه و غیره اشکالات بزرگ داشته‌باشند و فاقد ارزش ادبی باشند گفته می‌شود.

## وجه تسمیه
اشعار سست و بی‌مایه را به این دلیل «بندتنبانی» می‌خوانند که بافندگان بندِ تنبان، که در افغانستان به آن ایزاربند نیز می‌گویند، برعکسِ جولاهان پارچه‌باف، آن را سخت و یک‌تکه نمی‌بافند، بلکه تارهای بافت را به‌فاصلهٔ پنجاه میلی‌متر دور از هم از لای تنسته (تار) عبور می‌دهند و به این ترتیب بند تنبان در پایانِ بافت به‌صورت تور یا جالی معلوم می‌شود. دو دیگر این‌که تاری که برای بافتن بند تنبان انتخاب می‌کنند، تار خام است. تاری که مانند مواد پارچه‌بافان تاب داده نشده و نخستین مرحلهٔ تبدیل پنبه به تار است. سه این که بندتنبان به دلیل سستی تارو پود زود پاره می‌شده و از محل پارگی، آن را گره می‌زدند و دوباره استفاده می‌کرده‌اند. ازاین‌رو، اشعار سست و بی‌مایه را به علت مضمون بی‌مایه یا به‌علت این‌که شاعر وزن و ردیف و قافیه را به هرقیمتی کنار هم گذاشته تا چیزی شبیه شعر ساخته شود، به بافتِ سستِ بند تنبان تشبیه کرده، آن را شعر بندتنبانی بخوانند.
مثال:
| کلنگ از آسمان افتاد و نشکست |  | وگرنه من کجا و بی‌وفایی؟! |